# Антониевская церковь (Подгорная)
Свято-Антониевская церковь (бел. Свята-Антоніеўская царква) — храм Белорусского экзархата Русской православной церкви. Расположен в агрогородке Подгорная Барановичского района Брестской области Белоруссии. 14 мая 2007 года Постановлением Совета Министров Республики Беларусь объекту присвоен статус историко-культурной ценности регионального значения.

## История
Храм был возведён в XVIII веке и первоначально являлся костёлом. После разделов Речи Посполитой и вхождения белорусских земель в состав Российской империи костёл был переосвящён в православную церковь. Косвенным свидетельством того, что храм в Подгорной первоначально был костёлом, служит старое католическое кладбище и руины каплицы, расположенные на западной окраине деревни. Здание храма неоднократно перестраивалось, последняя перестройка датируется 1817 годом.
В конце XIX века при церкви существовало церковно-приходское попечительство, в соседних Колбовичах и Ежонах работали две церковные школы, в которых училось 35 мальчиков и 10 девочек, а также народное училище в Гавиновичах. Причт состоял из священника и псаломщика. Храм насчитывал 2120 прихожан из пяти селений: Гавиновичей, Басин, Доброго Бора, Колбовичей и Ежоны.

## Описание
Здание церкви имеет прямоугольную форму, толщина стен достигает одного метра. Церковь построена из бутового камня. С южной стороны расположена звонница.  Первоначально она стояла на четырёх колоннах, но проемы между ними были заделаны в послевоенное время.
Во внутреннем убранстве церкви выделяют деревянный иконостас. Памятниками искусства являются иконы «Тайная вечеря» и «Спас в темнице», а также «Матерь Божия с младенцем».